# 1216
1216 (MCCXVI) fue un año bisiesto comenzado en viernes del calendario juliano.

## Acontecimientos
- En enero, en Inglaterra ―en el marco de la primera guerra de los Barones (guerra civil entre 1215 y 1217)― el ejército inglés saquea la villa de Berwick-on-Tweed (la ciudad más norteña de Inglaterra) y recorre el sur de Escocia, destruyéndolo todo.[1]
- 10 de abril: en Suecia, tras la muerte de Erik Knutsson, asciende al trono su rival Johan Sverkersson (1201-1222), de 15 años.
- 22 de abril: a 465 km al sur de Moscú (Rusia), Mstislav el Valiente y Constantino de Rostov vencen al principado de Vladimir-Suzdal Vladímir-Súzdal en la batalla de Lipitsa.
- 21 de mayo: en Thanet (Inglaterra) ―en el marco de la guerra civil de los barones― el príncipe Luis VIII (futuro rey Luis VIII), invade las islas británicas para apoyar a los barones. Ingresa en Londres sin oposición, donde es proclamado, aunque no coronado rey de Inglaterra en la catedral de San Pablo.[1]
- 24 de julio: los franceses de la cruzada albigense del castillo de Beaucaire se rinden ante Raimundo, futuro conde de  Toulouse.
- 24 de julio: en Roma, Honorio III sucede a Inocencio III como el papa n.º 177.
- 18 o 19 de octubre: en el castillo de Newark (Nottinghamshire) muere el rey inglés Juan Sin Tierra (49). Es sucedido por su hijo Enrique (9), y William Marshal funge como regente.
- 28 de octubre: en Gloucester (Inglaterra) es coronado rey el niño Enrique III.
- 12 de noviembre: el regente William Marshal y el legado papal para Inglaterra, Guala Bicchieri, decretan la Carta de Libertades, basada en la Magna Carta, en nombre del nuevo rey de Inglaterra.
- En la actual Alemania, la villa de Dresde recibe los derechos de ciudad.
- En el reino de Inglaterra, Roger de Wendover comienza a cubrir los eventos contemporáneos en su continuación de la crónica Flores Historiarum.
- En Roma, el papa Honorio III aprueba oficialmente la Orden de los Predicadores (la Orden Dominicana).
- En Connaught (Irlanda), el rey Cathal Crovdearg O'Connor funda la abadía de Ballintubber.

## Nacimientos
- Enrique V, rey luxemburgués.
- Robert I, conde francés de Artois.
- Erico IV, rey danés (f. 1250).
- Zahed Gilani, religioso y militar iraní, gran maestro de la orden sufí Zahediyeh (f. 1301).

## Fallecimientos
- 31 de enero: Teodoro II Eirenikos, patriarca de Constantinopla.
- 10 de abril: Erico X de Suecia (n. 1180).
- 11 de junio: Enrique de Flandes, emperador del Imperio latino; envenenado (n. 1174).
- 16 de julio: Inocencio III, papa romano.
- 19 de octubre: Juan sin Tierra, rey inglés (n. 1166).
- Ida, condesa de Boulogne
- Kamo no Chōmei, escritor japonés (n. 1155).